# Окуго, Амоби
Амоби Чидубем Окуго (англ. Amobi Chidubem Okugo; родился 13 марта 1991 года в Хейварде, Калифорния, США) — американский футболист, защитник клуба «Остин Боулд».

## Клубная карьера

### Ранняя карьера
В 2006 году Окуго начал заниматься футболом в IMG Soccer Academy. В 2009 году он поступил в Калифорнийский университет в Лос-Анджелесе и во время обучения выступал за её футбольную команду «Брюинс».

### Карьера в MLS
На супердрафте 2010 года Амоби был выбран «Филадельфия Юнион». 26 марта в матче против «Сиэтл Саундерс» он дебютировал в MLS. Начиная со второго сезона Окуго стал футболистом основного состава. 10 марта 2013 года в поединке против «Колорадо Рэпидз» он забил свой первый гол за «Юнион».
В декабре 2014 года перешёл в новообразованный «Орландо Сити». 8 марта 2015 года в матче против «Нью-Йорк Сити» он дебютировал за новую команду.
В июле 2015 года был обменян в «Спортинг Канзас-Сити» на Сервандо Карраско. 8 августа в поединке против канадского «Торонто» Окуго дебютировал за новый клуб. Перед началом сезона 2016 «Спортинг Канзас-Сити» отказался от услуг Амоби. Игрок ещё состоял в контракте с лигой, и был отдан в аренду в фарм-клуб «Нью-Йорк Ред Буллз II».
16 мая 2016 года Окуго подписал постоянный контракт с клубом «Портленд Тимберс». 2 июня в матче против «Сан-Хосе Эртквейкс» он дебютировал за новую команду. По окончании сезона 2017 клуб не стал далее продлевать контракт с игроком.
11 февраля 2019 года Окуго подписал контракт с клубом-новичком Чемпионшипа ЮСЛ «Остин Боулд». В первом матче в истории клуба — в поединке против «Лас-Вегас Лайтс», состоявшемся 9 марта, он вышел в стартовом составе и отыграл все 90 минут. 3 августа в матче против «Нью-Мексико Юнайтед» он забил свои первые голы за «Остин Боулд», оформив дубль.

## Международная карьера
В 2011 году в составе молодёжной сборной США Окуго участвовал в молодёжном чемпионате КОНКАКАФ в Гватемале. На турнире он сыграл в матчах против команд Суринама и Гватемалы.
23 марта 2012 году в матче квалификации на Олимпиаду в Лондоне против сборной Кубы Амоби дебютировал в составе олимпийской сборной США.